# 多治見市民病院
社会医療法人厚生会 多治見市民病院（しゃかいいりょうほうじんこうせいかい たじみしみんびょういん）は、岐阜県多治見市前畑町にある多治見市が運営する公共の病院である。2010年4月1日に指定管理者制度を導入し、指定管理者名を冠した現名称に改称。

## 診察科
- 内科
- 消化器内科
- 循環器内科
- 腎臓内科
- リウマチ内科
- 膠原病内科
- 糖尿病・内分泌内科
- 血液内科
- 神経内科
- 呼吸器内科
- 精神科
- 外科
- 乳腺外科
- 脳神経外科
- 皮膚科
- 泌尿器科
- 整形外科
- 形成外科
- 胸部外科
- 婦人科
- 小児科
- 耳鼻咽喉科
- 眼科
- リハビリテーション科
- 放射線科
- 麻酔科
- 救急科
- 病理診断科

## 特徴
難病相談外来
- 毎月第２土曜日に診察。相談外来にしているのは、難病であるか分からない状態や、難病の確定診断がされていないなど、原因不明の症状で不安を抱えている方が相談しやすい外来として開設された。

介護福祉施設との連携
- 特定行為研修を修了した看護師（特定看護師）が連携している介護福祉施設に出向き、介護福祉施設の職員と一緒に入所者の全身を管理。病気の症状がある際には、多治見市民病院の救急総合診療部に連絡。重症化しないよう、できる限り早い時期に治療を行い、病気の症状が出る前と同じ健康状態で介護福祉施設に帰ることができるよう取り組んでいる。なお、この取り組みは多治見市民病院の独自のものであり、医療保険では請求ができないことから、多治見市民病院の負担で賄われている。

高齢者医療への取り組み
- 高齢者は身体の多くが専門医レベルで悪くなっているため、高齢者医療には専門医たちの連携が必要となる。多治見市民病院では、定期的に内科全員でカンファレンスを開き全身を管理している。

## フロア構造
1階
- 正面玄関、総合受付
- 北東側は内科外来、北西側は整形外科・脳神経外科外来
- 南東側は放射線科外来・内視鏡室、南西側は救急治療室となっている。
- 放射線科には7月から、1.5Tの最新鋭MRIが導入されている。

2階
- 北東側は外科・耳鼻咽喉科外来、眼科・婦人科外来、北西側は生理検査室
- 南東側は健康管理センター
- 健康管理センターには岐阜県初の ABUS（乳房用超音波画像診断装置）が導入されている。
- 南西側はリハビリ室となっており堤防からの出入りができる。
- 中央には栄養課、化学療法室、売店が設けられている。

3階
- 北東側は小児科外来、泌尿器科・皮膚科・形成外科外来
- 北西側は採血室となっている。

4階北
- レディース・小児病棟

4階南
- 回復期リハビリテーション病棟

5階北
- 整形外科・脳外科、耳鼻咽喉科、皮膚科、眼科病棟

5階南
- 消化器内科・外科病棟

6階北
- 腎臓・リウマチ膠原病内科病棟

6階南
- 内科・循環器内科病棟

7階
- レストラン

PH階
- ヘリポート：10t

## 病室設備
- ベッド
- テーブル
- ナースコール
- プラグ
- テレビ

## 病院周辺
- 金融機関
  - 東濃信用金庫ATM（1階受付横）
  - 十六銀行多治見支店（徒歩で約5分）
  - 三菱UFJ銀行多治見支店（徒歩で約5分）
- ショッピングセンター（徒歩で約5分）

## イベント
- 子どもメディカルスタッフ体験ツアー（7月）
- クリスマスコンサート（12月）

## 交通アクセス
- 多治見駅前バスターミナル1番のりばより東鉄バス多治見西部線「多治見市民病院」バス停下車　徒歩ですぐ。
- JR中央本線・太多線 多治見駅より徒歩で約5分。